# Sara Martínez
Sara Martinez Puntero (Madrid, 26 febbraio 1990) è un'atleta paralimpica spagnola ipovedente appartenente alla classe T12 e specializzata nel salto in lungo e nelle gare di velocità.

## Biografia
Nel 2004 prende parte ai Giochi paralimpici di Atene, classificandosi settima nel salto in lungo F12 e raggiungendo la semifinale dei 100 metri piani T12. Due anni dopo, ai campionati mondiali paralimpici di Assen 2006 si piazza quarta nel salto in lungo F12, mentre nei 100 metri piani T12 riesce ad approdare in finale B.
Il 2008 è l'anno della sua seconda partecipazione ai Giochi paralimpici, quelli di Pechino, dove raggiunge l'undicesima posizione in classifica nel salto in lungo F12, ma conclude la gara dei 100 metri piani T12 alle batterie di qualificazione. Nel 2011 è nuovamente quarta nel salto in lungo F12-13 ai mondiali paralimpici di Christchurh e nel 2012 si posiziona quinta nel salto in lungo F11-12 ai Giochi paralimpici di Londra, con il miglior salto a 5,66 m.
Nel 2013 conquista la sua prima medaglia internazionale: il bronzo nel salto in lungo T12 ai campionati mondiali paralimpici di Lione. Nel 2014 conquista il titolo di campionessa europea del salto in lungo T12 alla rassegna europea paralimpica di Swansea.
Ai campionati mondiali paralimpici di Doha 2015 conquista due medaglie di bronzo nel salto in lungo T12 e nella staffetta 4×100 metri T12-13. L'anno successivo è nuovamente medaglia d'oro ai campionati europei paralimpici di Grosseto 2016 e poco dopo si classifica quarta nel salto in lungo T12 e nella staffetta 4×100 metri T11-13 ai Giochi paralimpici di Rio de Janeiro, dove partecipa anche alla gara dei 100 metri piani T12, che però non la vede raggiungere la finale.
Nel 2017 è medaglia d'argento nel salto in lungo T12 ai mondiali paralimpici di Londra e nel 2018 si riconferma per la terza volta campionessa europea del salto in lungo T12 ai campionati continentali di Berlino. Nel 2019 prende parte ai campionati mondiali paralimpici di Dubai, classificandosi quarta nel salto in lungo T12.
Nel 2021 torna in pedana ai campionati europei paralimpici Bydgoszcz, dove conquista la medaglia d'argento nel salto in lungo T12. Lo stesso anno ai Giochi paralimpici di Tokyo ottiene la sua prima medaglia dei Giochi: l'argento nel salto in lungo T12.
Ai campionati mondiali paralimpici di Parigi 2023 si classifica quinta nel salto in lungo T12, mentre ai mondiali paralimpici di Kobe 2024 conquista la medaglia d'argento nella medesima disciplina. Successivamente ai Giochi paralimpici di Parigi vince per la seconda volta la medaglia d'argento nel salto in lungo T12.

## Palmarès
| Anno | Manifestazione       | Sede           | Evento                   | Risultato  | Prestazione | Note                                     |
| ---- | -------------------- | -------------- | ------------------------ | ---------- | ----------- | ---------------------------------------- |
| 2004 | Giochi paralimpici   | Atene          | 100 m piani T12          | Semifinale | 13"85       |                                          |
| 2004 | Giochi paralimpici   | Atene          | Salto in lungo F12       | 7ª         | 4,93 m      |                                          |
| 2006 | Mondiali paralimpici | Assen          | 100 m piani T12          | Finale B   |             |                                          |
| 2006 | Mondiali paralimpici | Assen          | Salto in lungo F12       | 4ª         |             |                                          |
| 2008 | Giochi paralimpici   | Pechino        | 100 m piani T12          | Batterie   | 13"80       |                                          |
| 2008 | Giochi paralimpici   | Pechino        | Salto in lungo F12       | 11ª        | 5,00 m      |                                          |
| 2011 | Mondiali paralimpici | Christchurch   | 100 m piani T12          | Batteria   | 13"39       |                                          |
| 2011 | Mondiali paralimpici | Christchurch   | Salto in lungo F12-13    | 4ª         | 5,29 m      |                                          |
| 2012 | Giochi paralimpici   | Londra         | 100 m piani T12          | Batterie   | 13"27       | Miglior prestazione personale            |
| 2012 | Giochi paralimpici   | Londra         | Salto in lungo F11-12    | 5ª         | 5,66 m      | Miglior prestazione personale            |
| 2013 | Mondiali paralimpici | Lione          | 100 m piani T12          | Batteria   | 13"59       |                                          |
| 2013 | Mondiali paralimpici | Lione          | Salto in lungo T12       | Bronzo     | 5,60 m      |                                          |
| 2014 | Europei paralimpici  | Swansea        | Salto in lungo T12       | Oro        | 5,35 m      |                                          |
| 2015 | Mondiali paralimpici | Doha           | Salto in lungo T12       | Bronzo     | 5,51 m      | Miglior prestazione personale stagionale |
| 2015 | Mondiali paralimpici | Doha           | Staffetta 4×100 m T12-13 | Bronzo     | 53"64       |                                          |
| 2016 | Europei paralimpici  | Grosseto       | Salto in lungo T12       | Oro        | 5,53 m      | Miglior prestazione personale stagionale |
| 2016 | Giochi paralimpici   | Rio de Janeiro | 100 m piani T12          | Batteria   | 14"59       |                                          |
| 2016 | Giochi paralimpici   | Rio de Janeiro | Salto in lungo T12       | 4ª         | 5,52 m      |                                          |
| 2016 | Giochi paralimpici   | Rio de Janeiro | Staffetta 4×100 m T11-13 | 4ª         | 52"40       | Miglior prestazione personale stagionale |
| 2017 | Mondiali paralimpici | Londra         | Salto in lungo T12       | Argento    | 5,53 m      | =                                        |
| 2018 | Europei paralimpici  | Berlino        | Salto in lungo T12       | Oro        | 5,42 m      |                                          |
| 2019 | Mondiali paralimpici | Dubai          | Salto in lungo T12       | 4ª         | 5,40 m      |                                          |
| 2021 | Europei paralimpici  | Bydgoszcz      | Salto in lungo T12       | Argento    | 5,31 m      |                                          |
| 2021 | Giochi paralimpici   | Tokyo          | 400 m piani T12          | Batterie   | 1'07"18     |                                          |
| 2021 | Giochi paralimpici   | Tokyo          | Salto in lungo T12       | Argento    | 5,38 m      |                                          |
| 2023 | Mondiali paralimpici | Parigi         | Salto in lungo T12       | 5ª         | 4,98 m      | Miglior prestazione personale stagionale |
| 2024 | Mondiali paralimpici | Kōbe           | Salto in lungo T12       | Argento    | 5,27 m      |                                          |
| 2024 | Giochi paralimpici   | Parigi         | Salto in lungo T12       | Argento    | 5,40 m      |                                          |